# Yttre-Fredrikstjärnen
Yttre-Fredrikstjärnen är en sjö i Skellefteå kommun i Västerbotten och ingår i Åbyälven-Byskeälvens kustområde.